# Казете Торези (Мачерата)
Казете Торези (итал. Casette Torresi) насеље је у Италији у округу Мачерата, региону Марке.
Према процени из 2011. у насељу је живело 126 становника. Насеље се налази на надморској висини од 156 м.